# محمد بوزیان
محمد بوزیان (انگلیسی: Mohamed Bouziane؛ زادهٔ ۲۳ آوریل ۱۹۷۱) بازیکن هندبال اهل الجزایر بود.